# Stanisław Zwoliński
Stanisław Kamil Zwoliński – polski inżynier, wykładowca, urzędnik II Rzeczypospolitej.
Pełnił funkcję obwodowego (Obwód nr 42), później okręgowego (Okręg VIII) inspektora pracy we Lwowie. Na Politechnice Lwowskiej wykładał higienę i bezpieczeństwo pracy oraz ustawy przemysłowe i robotnicze. Przewodniczył Komisji Polubownej, ustalającej warunki pracy i płacy na rok służbowy 1934/35 dla robotników rolnych i leśnych na terenie Województw Lwowskiego, Stanisławowskiego i Tarnopolskiego. W Studium Pracy Społecznej we Lwowie prowadził wykłady z ochrony pracy, urlopów i organizacji odpoczynku.

## Ordery i odznaczenia
- Krzyż Kawalerski Orderu Odrodzenia Polski (11 listopada 1937)[10][11]
- Złoty Krzyż Zasługi (23 grudnia 1929)[2].